# Sárgapelyhű csigagomba
A sárgapelyhű csigagomba (Hygrophorus chrysodon) a csigagombafélék családjába tartozó, Eurázsiában és Észak-Amerikában honos, fenyők és bükk alatt élő, ehető gombafaj. 

## Megjelenése
A sárgapelyhű csigagomba kalapja  3-6-(7) cm széles, fiatalon félgomb alakú, majd domborúvá vagy széles harang alakúvá terül, közepén széles, lapos púppal. Széle fiatalon begöngyölt. Felszíne nedvesen kissé síkos, finoman sugarasan szálas. Színe krém- vagy csontfehér, kis sárga pelyhekkel legalább a kalap szélén. Idősen megsárgul.
Húsa fehér, sérülésre nem változik. Szaga nem jellegzetes vagy kissé kellemetlen; íze nem jellegzetes.  
Közepesen sűrű vagy kissé ritjás lemezei szélesen a tönkhöz nőttek, esetleg kissé lefutók; a féllemezek gyakoriak. Színük fehér.
Tönkje 4-7 cm magas és 0,5-1,5 cm vastag. Alakja hengeres vagy lefelé vékonyodik, többnyire görbül, idősen üregesedik. Színe fehéres; felszínén a kalap alatt sárga pelyhek, majd lefelé sárgás hosszanti szálak találhatók. 
Spórapora fehér. Spórája megnyúlt ellipszoid, sima, inamiloid, mérete 7-10 x 3,5-4,5 µm. 

### Hasonló fajok
Az elefántcsont-csigagomba teljesen fehér. 

## Elterjedése és termőhelye
Eurázsiában és Észak-Amerikában honos. 
Tűlevelű és lombos erdőkben él, fenyőkkel és bükkel képez gyökérkapcsoltságot. Augusztustól novemberig terem. 

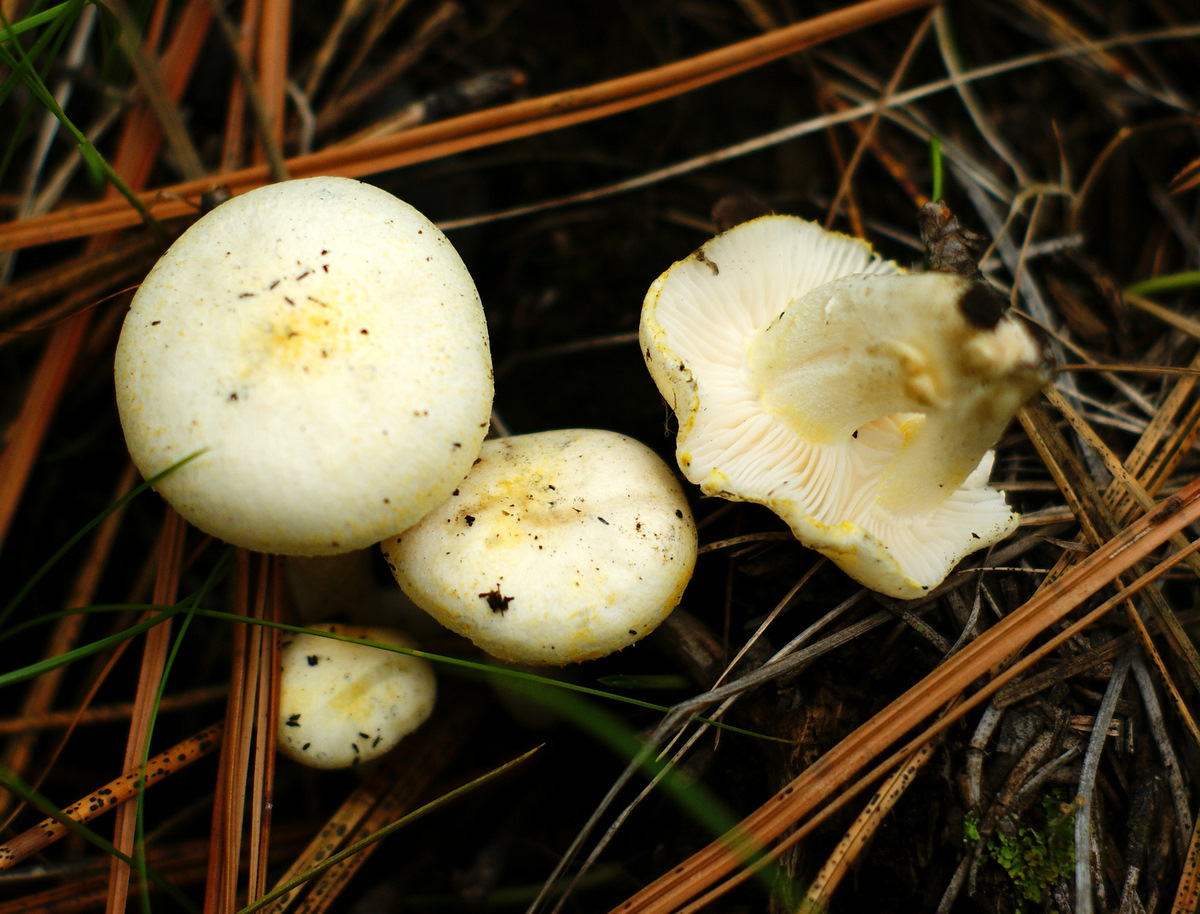
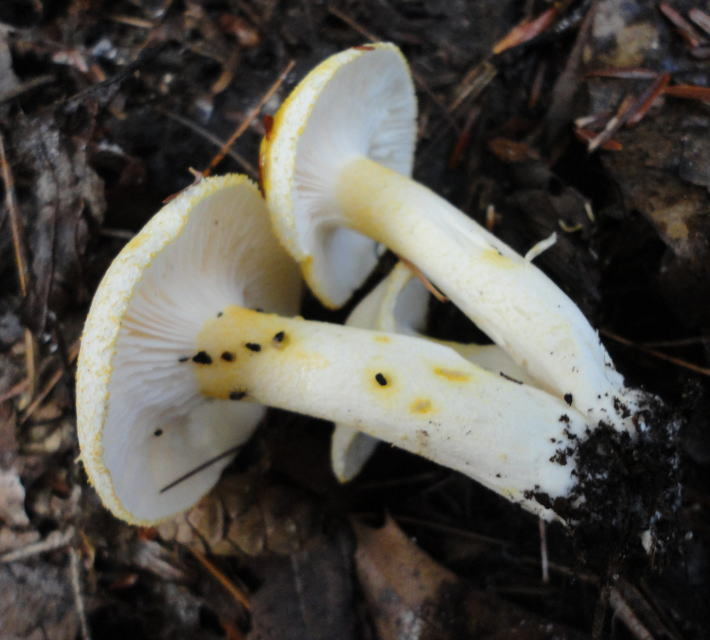
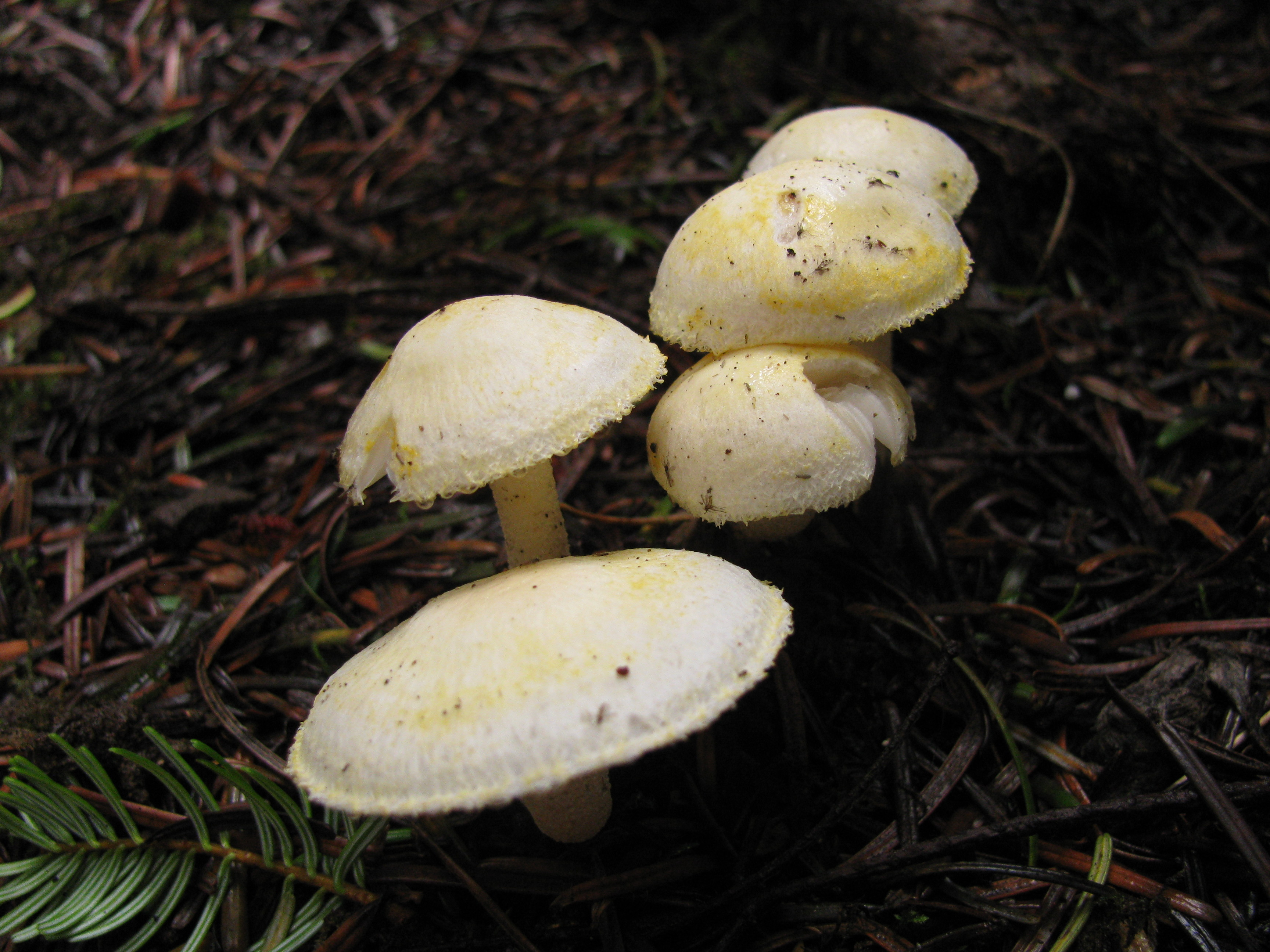
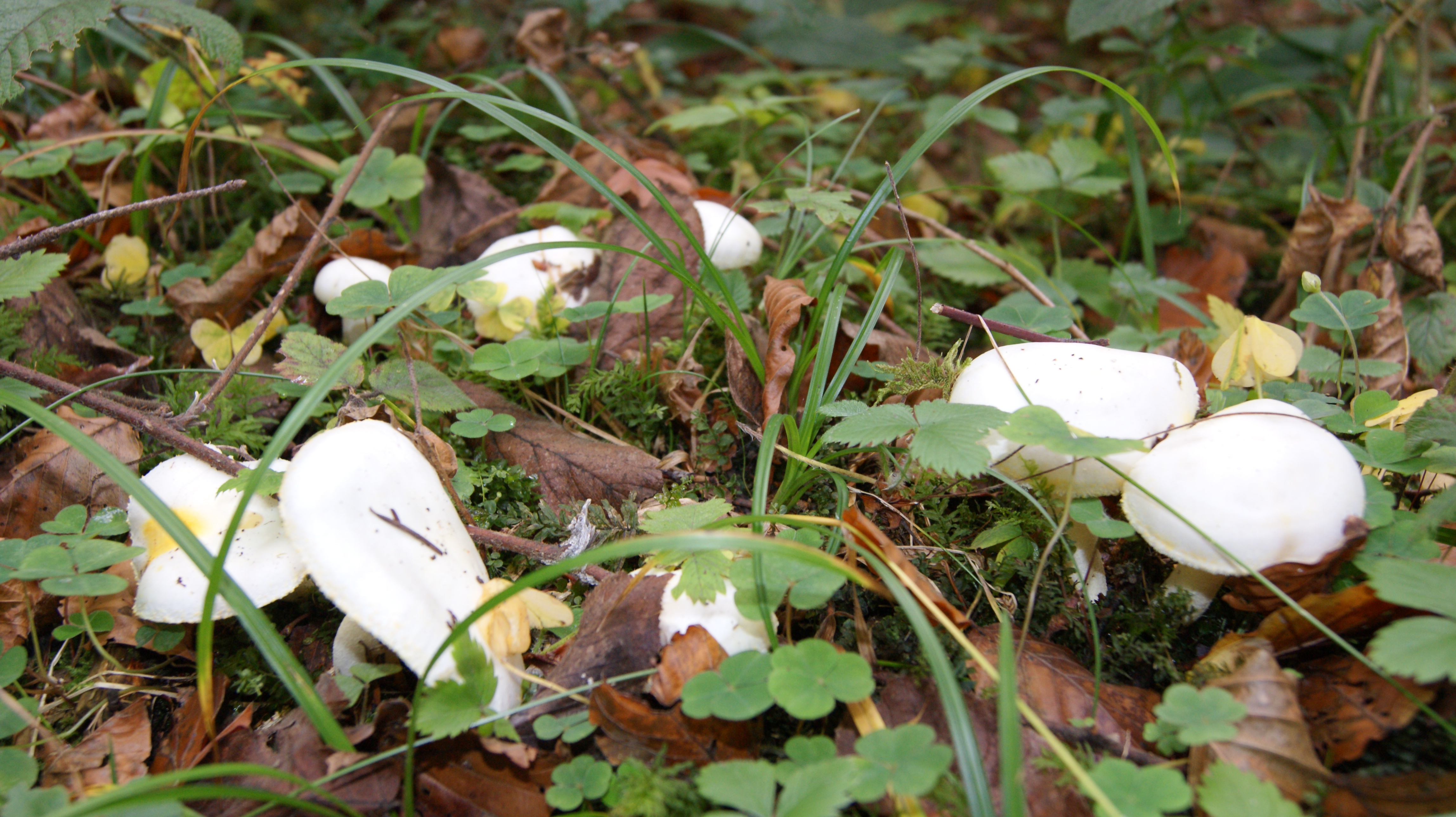

Ehető.    